# LMT Arena
LMT Arena är en konstfrusen bandyanläggning i Motala. Här spelar IFK Motala sina hemmamatcher.
Anläggningen byggdes 1965 och hette då Motala isstadion. Publikrekordet lyder på 7 576 personer och noterades 1984 på matchen IFK Motala–IF Boltic. Den 18 juni 2008 beslutade bildningsnämnden i Motala kommun att anläggningens namn får säljas ut, och arenan har sedan dess även gått under namnen Plustjänster Arena (2011–2013), XL-Bygg Arena (2013–2019) och K-Bygg Arena (2019–2023).
Anläggningens kapacitet är vid bandy 3 000 åskådare. Arenan har kommentatorsbås, mediakub, två korvkiosker och en fanshop. Arenan är allmän vilket innebär att Motala kommun äger den. Läktarna består av en huvudläktare som tar 2 000 åskådare där nästan alla platser är ståplatsläktare. Det finns även en liten bortaklacksläktare som tar cirka 225 åskådare; denna är flyttbar och kan öka publikkapaciteten.
Stadion ligger mellan stadsdelarna Östermalm, Liverpool och Charlottenborg. På samma mark ligger Iver-hallen, som är hemmahall för Motala AIF HC och har en kapacitet på ca 1 500 åskådare. I samma område ligger även Motala IP.